# Iasmin Latovlevici
Iasmin Latovlevici (* 11. května 1986 Nová Moldava, Rumunsko) je rumunský fotbalový obránce a reprezentant, který hraje v rumunském klubu FC Steaua București.

## Klubová kariéra
Latovlevici hrál v Rumunsku za kluby CFR Timișoara, FC Politehnica Timișoara a ACF Gloria Bistrița.
V červenci 2010 jej koupil prestižní rumunský klub z hlavního města FC Steaua București. V sezóně 2010/11 vyhrál s klubem rumunský pohár po finálové výhře 2:1 nad městským rivalem FC Dinamo București, v sezóně 2012/13 pak ligový titul a následně v červenci 2013 i rumunský Superpohár (po výhře 3:0 nad FC Petrolul Ploiești). V sezóně se pak probojoval s klubem do základní skupiny Ligy mistrů (v play-off předkole hrál proti polskému celku Legia Warszawa, v základní skupině se Steaua střetla s anglickým týmem Chelsea FC, německým FC Schalke 04 a švýcarským FC Basilej).
V sezóně 2013/14 se Steauou ligový titul obhájil.

## Reprezentační kariéra
Latovlevici reprezentoval Rumunsko v mládežnické kategorii do 21 let. V rumunském reprezentačním A-mužstvu debutoval 7. června 2011 během jihoamerického turné v přátelském zápase proti Brazílii, kde odehrál kompletní počet minut. Rumunsko podlehlo favorizovanému jihoamerickému týmu 0:1.